# Vectigàlia
Vectigàlia (en llatí Vectigalia) era la paraula normalment utilitzada per a designar qualsevol taxa percebuda per l'estat romà.
El nom derivaria de veho (taxes pagades per les importacions i exportacions) el que implicaria que aquestes taxes eren inicialment les més importants de Roma i per això es va estendre a la resta de taxes. Però una altra teoria la fa derivar de vehitur, el que és dipositat (al tresor públic). La taxa més antiga va ser segurament la que l'estat cobrava per la utilització de les terres públiques i les terres de pastura, i el seu nom conjunt era pascua (pastura) que segles després Plini donà com un equivalent de vectigàlia.
El senat tenia la jurisdicció sobre matèries financeres però la feina directa corresponia als censors els quals es valien per fer la recaptació dels publicans (publicani) a canvi d'una suma fixada i per un cert nombre d'anys.
Dins les vectigàlies es poden incloure els següents impostos i taxes:
- Els pagaments per l'ocupació de terra pública (decumae)
- Els pagaments per portar els ramats a pastures públiques (scriptura)
- Els impostos d'importació i exportació als ports (portorium)
- Els pagaments per l'aprofitament de les salines (salinae)
- Les taxes sobre les mines (metalla)

Quan es van conquerir les províncies exterior les mines d'Itàlia es van tancar. Les mines de les províncies van ser tractades amb uns impostos iguals als de les salines. Algunes mines eren explotades directament per publicans. Les mines més productives eren les que estaven prop d'Aquileia (d'or), les de Ictimuli prop de Vercelli (també d'or, on treballaven 25.000 esclaus) i les de plata a Hispània prop de Cartago Nova que aportaven cada dia 25.000 dracmes a l'erari. Hi havia també mines importants a Macedònia, Tràcia, Il·líria, Àfrica (província romana), Sardínia, i altres.
Alguns impostos van ser:
- Un impost sobre les vendes anomenat centesima, establert al segle i aC i consistent en una centèsima part del valor de cada cosa que es venia (centesima rerum venalium). Aquest impost era recaptat pels coactores. Tiberi va reduir la taxa a 1/200 i Calígula la va abolir per Itàlia (segons Dió Cassi la va abolir quan ja Tiberi l'havia tornat a apujar a 1/100).

En temps d'August, per la venda d'esclaus l'estat percebia una taxa del dos per cent del valor dels esclaus. Al temps de Neró aquesta taxa era del quatre per cent.
- La taxa de manumissió, anomenada vicesima manumissionis, que era del cinc per cent i s'aplicava a cada esclau que rebia la manumissió (la pagava l'amo de l'esclau). Aquesta taxa existia des dels primers temps de l'estat i no va ser abolida quan es van eliminar altres impostos a Itàlia i Roma. Caracal·la la va pujar a deu per cent, però Macrí la va restablir al cinc per cent. Els recaptadors es deien vicesimarii.
- La taxa de les herències i llegats, anomenada la vicesima hereditatium et legatorum que va introduir August amb la Lex Julia vicesimaria i era igualment el cinc per cent que havia de pagar tot ciutadà romà que rebia una herència o llegat, excepte si l'hereu era familiar proper i no sobrepassava certa quantitat. Però els peregrins i llatins encara que tinguessin la ciutadania havien de pagar aquest impost o taxa. Caracal·la va convertir en ciutadans romans tots els habitants de l'Imperi però va elevar l'import al deu per cent, fins que Macrí el va retornar al cinc per cent i més tard va ser abolit totalment. Els recaptadors es deien procuratores hereditatium els quals subcontractaven a publicans.
- El tribut imposat als països estrangers era la part més important dels ingressos romans. A Cilícia i Síria era de l'u per cent per cada persona al cens i a més una taxa per esclaus.
- Un impost de solteria (uxorium)
- Un impost sobre portes de les cases (ostiarum)
- Les octaves (octavae), que era un impost establert per Juli Cèsar per a tots els lliberts que vivien a Itàlia i tenien una propietat d'un valor per damunt de 200 sestercis. La taxa era d'una vuitena part de la seva propietat.

Els ingressos de l'estat romà per les vectigàlies no són coneguts en general. Abans de Gneu Pompeu es diu que pujaven a cinquanta milions de dracmes i que Pompeu els va augmentar a 85 milions.